# Linda Mannila
Linda Mannila, född 1979 i Kristinestad, är en finlandssvensk företagare, forskare och expert med fokus på digitalisering, utbildning och samhällsutveckling. Mannila har prisats 2021 av Svenska folkskolans vänner för hennes insats för utbildnings- inklusions- och jämlikhetsfrågor i det digitaliserade samhälle.

## Biografi
Mannila studerade datavenskap samt pedagogik vid Åbo Akademi där hon är magister och filosofie doktor i datavetenskap. Mannila har jobbat som projektforskare vid Åbo Akademi och adjungerad lektor vid Linköpings universitet.
Mannila är företagsledaren bakom Digismart. Hon är delgrundare till föreningen Make It Finland r.f. som bidrar till att ge alla likvärdiga möjligheter att delta aktivt och ansvarsfullt i det allt mer digitaliserade samhället.
År 2019 framställde Mannila rapporten AI och svenskan i Finland för Tankesmedja Magma. Mannila konstaterar att i de flesta statliga AI-projekt utgår man endast från finska. Mannila sammanställer sina slutsatser i tio så kallade nycklar, som synliggör de möjligheter och utmaningar AI kan föra med sig med tanke på ett tvåspråkigt Finland.

## Publikationer
- 2021 – Digital kompetens i Svenskfinland, Svenska kulturfonden [8]
- 2020 – Att undervisa textbaserad programmering i skolan, Studentlitteratur[9]
- 2019 – AI och svenskan i Finland, Tankesmedja Magma[7]
- 2017 – Att undervisa i programmering i skolan: varför, vad och hur?[10]
- 2017 – Slöjd i en digital skola[11]

## Utmärkelser och priser
- 2021 – Folkbildningspriset, Svenska folkskolans vänner [5]
- 2020 – Årets alumn, Åbo Akademi[12]
- 2018 – en Digital Changemaker, All Digital Awards[13][14]
- 2016 – en av 120 teknikkunnare i Finland, Teknikens akademiker[15]